# Пало (Уеска)
Пало (ісп. Palo) — муніципалітет в Іспанії, у складі автономної спільноти Арагон, у провінції Уеска. Населення — 28 осіб (2009).
Муніципалітет розташований на відстані близько 390 км на північний схід від Мадрида, 60 км на схід від Уески.

## Демографія
Динаміка населення (INE ):